# (34098) 2000 PM12
2000 PM12 (asteroide 34098) é um asteroide da cintura principal. Possui uma excentricidade de 0.09487730 e uma inclinação de 10.45514º.
Este asteroide foi descoberto no dia 2 de agosto de 2000 por LINEAR em Socorro.